# Adrian Mariappa
Adrian Mariappa (* 3. Oktober 1986 in Harrow, London) ist ein in England geborener jamaikanischer Fußballnationalspieler, der vor allem als langjähriger Abwehrmann des FC Watford bekannt war.

## Spielerlaufbahn
Adrian Mariappa begann seine Spielerkarriere in der Jugendakademie des FC Watford in England. Er debütierte am 23. August 2005 im League Cup gegen Notts County.
Am 19. August 2006 fand Mariappa erstmals in der Premier League, bei der Auswärtsniederlage beim FC Everton, Berücksichtigung in einer Ligaspielstartelf. Er wurde allerdings nach 45 Minuten durch Jay DeMerit ersetzt. In dieser Saison absolvierte er insgesamt 19 Ligaspiele.
Nach dem Abstieg Watfords aus der Premier League im Jahr 2007 wurde Adrian Mariappa Stammspieler in der Abwehr des FC Watford und gehört dem Mannschaftsrat an. Außerdem ist er stellvertretender Mannschaftskapitän. Am 12. September 2009 führte er seine Mannschaft gegen den FC Barnsley erstmals als Kapitän auf das Spielfeld. In der zweithöchsten Spielklasse Englands gehört Mariappa zu den Leistungsträgern seiner Mannschaft. Im Juli 2012 verließ Mariappa den FC Watford und wechselte zum FC Reading in die Premier League. Weitere Stationen waren jeweils in der Premier League ab September 2013 Crystal Palace und ab August 2016 wieder sein Ex-Klub aus Watford. Im November 2020 zog er weiter zum Zweitligisten Bristol City, bevor sein Vertrag dort ohne weitere Anschlussbeschäftigung im Sommer 2021 endete.
Sein Länderspieldebüt für die Nationalmannschaft Jamaikas gab der Verteidiger am 19. Mai 2012.